# Linda Van Tulden
Linda Van Tulden (* 11. April 1952 in Mortsel, Belgien) ist eine belgische Filmproduzentin.

## Leben
Sie begann ihre Tätigkeit als Produzentin 1983 mit dem Kurzfilm De laatste dagen van brood en wijn, einer Produktion von Willem Thijssens CineTé. Mit Thijssen arbeitete Van Tulden in der Folgezeit mehrfach zusammen, so schrieben beide gemeinsam das Szenario für den Dokumentarfilm The Future of ’36, bei dem sie zudem Regie führten. Für Nicole Van Goethems Kurzfilm Een Griekse tragedie, erhielten Van Tulden und Thijssen als Produzenten 1986 einen Oscar.
Im Jahr 1988 gründete Van Tulden ihre eigene Produktionsfirma DeFamilieJanssen cvba (DFJ), die sie mit Animator Geert Van Asbrouk und – bis 2007 – ihrer Tochter Maité Thijssen führte. Die in Antwerpen ansässige Firma widmete sich der Entwicklung, Produktion und Koproduktion von Spielfilmen, Dokumentarfilmen und Serien vor allem im Animationsbereich und war an animierten Werbefilmen beteiligt. Unter anderem war DFJ an der Koproduktion von Tobias Totz und sein Löwe und Weine nicht, Germaine beteiligt. Das bisher letzte Projekt von DFJ wurde 2009 die Filmadaption der Trickfilmreihe WinneToons, WinneToons – Die Legende vom Schatz im Silbersee, die in Koproduktion mit ASL Hamburg entstand.
Van Tulden ist Mutter von zwei Kindern; sie lebt in Amsterdam.

## Filmografie
- 1983: De laatste dagen van brood en wijn
- 1985: Een Griekse tragedie
- 1985: A Strange Love Affair
- 1986: Vol van gratie
- 1986: Exit-Exil
- 1988: Jan Cox, a Painter’s Odyssey
- 1996: Marie Antoinette is niet dood
- 1999: Tobias Totz und sein Löwe
- 2000: Weine nicht, Germaine (Pleure pas, Germaine)
- 2001: Wolken
- 2003: Till Eulenspiegel
- 2007: Blanche Neige, la suite
- 2008: Kika & Bob (Fernsehserie)
- 2009: WinneToons – Die Legende vom Schatz im Silbersee